# Naturreservat Bayrische Au

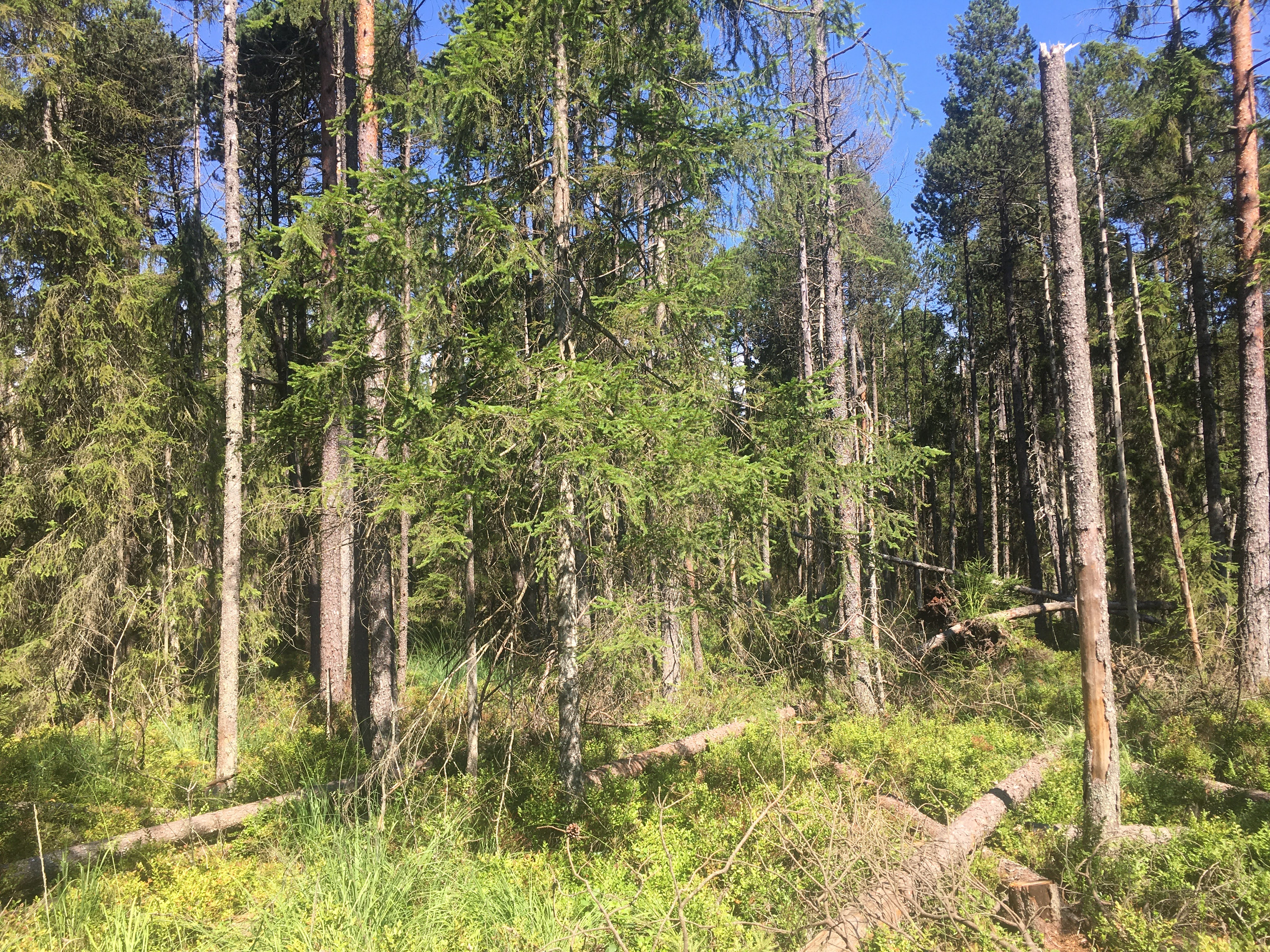
Lichtes Spirkenhochmoor in der Bayrischen Au

Das Naturreservat Bayrische Au (oder Bayerische Au) ist ein 32 Hektar großes Naturwaldreservat in der Gemeinde Aigen-Schlägl in Oberösterreich und das einzige Spirkenhochmoor Österreichs.

## Lage und Charakteristik

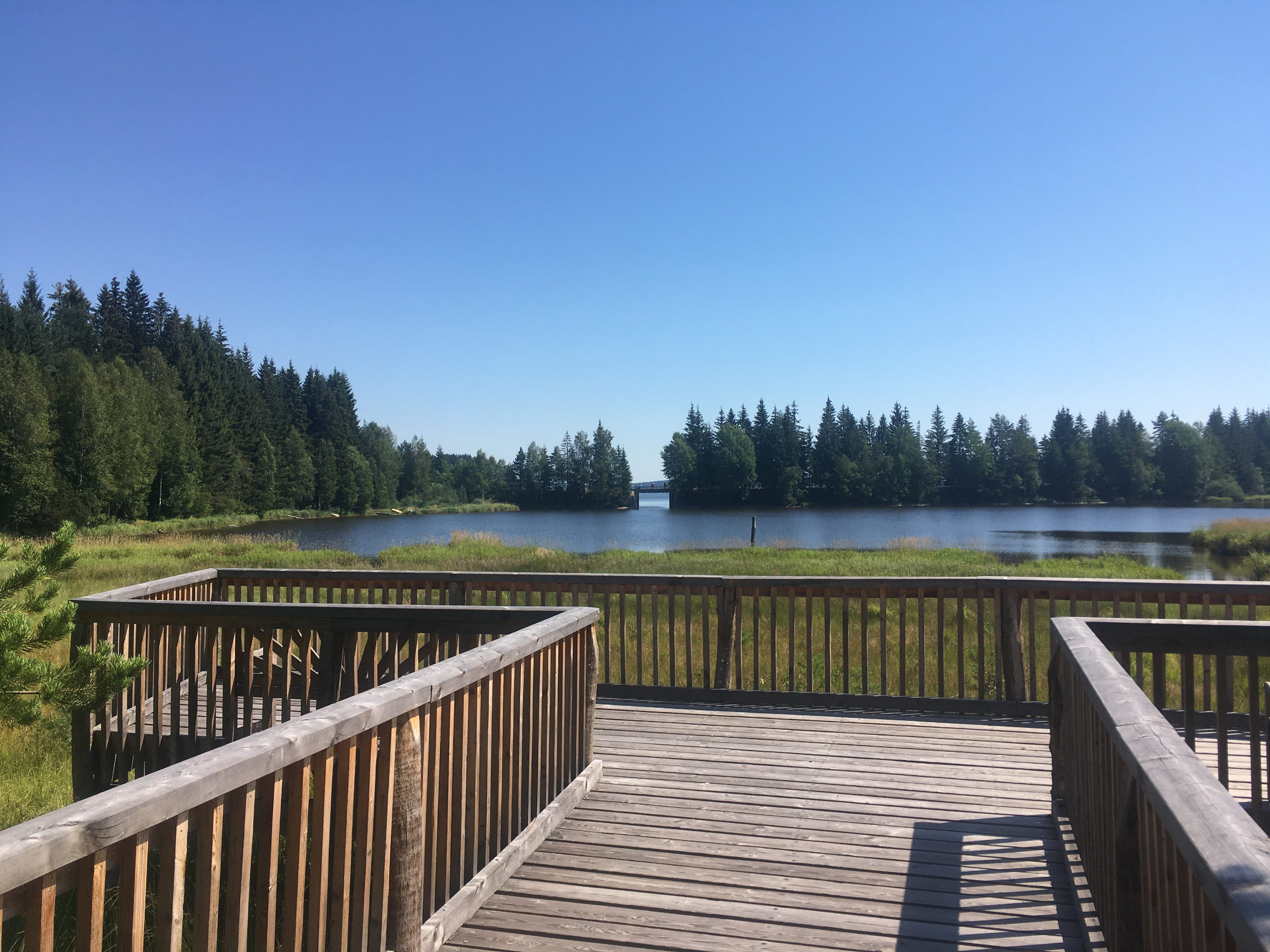
Aussichtsplattform Richtung Moldaustausee

Das leicht nach Norden geneigte Hochmoor der Bayrischen Au liegt auf der Nordostabdachung des Böhmerwaldes in 720 bis 730 Meter Seehöhe. Die Bayrische Au berührt am nordöstlichen Ende den Stausee Lipno und wird durch die beiden österreichisch-tschechischen Grenzflüsse Igelbach im Osten und Schwarze Runse im Norden begrenzt.
Die Fläche mit einer Torfdicke von mehr als einem halben Meter beträgt rund 31 Hektar. Besonders naturnah ist das mit einem lichten Spirkenwald bestockte Zentrum der Bayrischen Au. Dieses ist von einem dichteren Waldsaum umgeben, der sich vor allem aus Gemeinen Fichten und Waldkiefern zusammensetzt.
Die maximale Torfdicke misst 460 Zentimeter.

## Geschichte
In den 1920er-Jahren wurden Entwässerungsgräben angelegt, um Torf zu stechen, der getrocknet und in Zeiten der Holzknappheit als Brennholz verwendet wurde. Seit 1999 ist die Bayrische Au Teil des österreichischen Naturwaldreservate-Programms.

## Freizeit
Vom Parkplatz schräg gegenüber dem ehemaligen Zoll- und Wohngebäude Diendorf ist die Bayrische Au auf einem Forstweg barrierefrei erreichbar. Der knapp zwei Kilometer lange Naturerlebnisweg Bayrische Au wurde im Rahmen des Interreg-Projektes ATCZ163 vom Tourismusverband Ferienregion Böhmerwald in Zusammenarbeit mit dem Grundeigentümer Stift Schlägl und dem Bundesforschungszentrum für Wald zu einem Moorlehrpfad umgebaut und 2021 neu eröffnet.